# Hnědý vrch
Hnědý vrch (německy Braunberg) je lokalita na jihovýchodním úbočí Liščí hory ve východní části Krkonoš.

## Název
Místo dostalo název podle místního horala Brauna. Po vysídlení německého obyvatelstva Krkonoš se místní názvy upravovali do české podoby. Při vytváření českého názvu se původní německý název Braunberg (Braunova hora) zkomolil na Hnědý vrch, protože se noví čeští obyvatelé domnívali, že německý název se týkal barvy (braun - hnědá) nikoli osoby.

## Popis
Hnědý vrch není samostatným vrcholem. Je takto pojmenována lokalita jihovýchodního svahu Liščí hory, která z pohledu od Pece pod Sněžkou opticky budí dojem samostatného vrchu. Od roku 2003 vede na vrch čtyř-sedačková lanová dráha z nedaleké Pece pod Sněžkou a v roce 2009 byla na vrcholu otevřena rozhledna. Svah směrem do Pece pod Sněžkou je v zimě využíván k lyžování a v létě jako mountainbiková cyklistická trať.